# Endubis
Endubis – władca afrykańskiego państwa Aksum, który prawdopodobnie jako pierwszy bił własną monetę, wyznaczając tym samym w złotych i srebrnych nominałach. Panował na terenach Półwyspu Somalijskiego, m.in. w Nubii i Egipcie, a także w kilku nadbrzeżnych bardzo małych rejonach południowego półwyspu arabskiego.

## Monety Endubisa
Kwestia monety jest bardzo ważna, gdyż zagwarantowała Aksum niezależną od nikogo walutę, opartą na złocie i srebrze. Było to posunięcie, które ogłosiło, że państwo uważa się za równe swoim wielkim sąsiadom, m.in. Himjarytom, których wpływy na półwyspie Arabskim rosły coraz bardziej. Umożliwiło to Endubisowi i przyszłym władcą wzmocnienie autorytetu monarchy, uproszczenie handlu i wzbogacenie państwa. Na odnalezionych monetach można odczytać napisy w języku greckim. Na niektórych rewersach widnieje napis: ΑΞΩΜΙΤΩ ΒΑϹΙΛΕΥϹ, co znaczy BASILEUS AKSUM, a na innych pojawia się motto Endubisa: BICI ΔAXY - Bisi Dakhu. Najbardziej prawdopodobne jest to, że Bisi Dakhu to imię klanowe, ponieważ zniknęło dopiero po przyjęciu przez Ezana chrześcijaństwa.